# Tour of Trinidad and Tobago
Die Tour of Trinidad and Tobago war ein kurzlebiges Straßenradrennen in Trinidad und Tobago. Das Etappenrennen wurde im August 2012 erstmals aus Anlass der 50-jährigen Unabhängigkeit des Landes ausgetragen. Es fand nur 2012 und 2013 statt.
Die erste Auflage der Tour umfasste zehn Etappen, startete am Arima Velodrome in Arima auf Trinidad und endete am Hyatt Hotel in Port of Spain, ebenfalls auf Trinidad.  Lediglich eine Etappe wurde auf Tobago ausgetragen, ein 95-Kilometer-Rundkursrennen an der Courland Bay. Jede Etappe trug den Namen eines früheren Radsport-Stars des Landes. Zwei geplante Etappen mussten wegen schlechten Wetters bzw. organisatorischer Probleme abgesagt werden. Der Präsident der Trinidad und Tobago Cycling Federation (TTCF) äußerte die Hoffnung, dass das Rennen zu einer jährlichen Veranstaltung werden könne.
2013 darauf bestand die Rundfahrt nur noch aus vier Etappen, da erneut mehrere Etappen abgesagt werden mussten. Während des Ablaufs der Tour traten massive Probleme mit der Finanzierung des Events zu Tage.

## Sieger
- 2013:  Emile Abraham
- 2012:  Edwin Ávila